# Parque ecológico Chapultepec
El Parque Ecológico Chapultepec, es un Área Natural Protegida (ANP) anteriormente conocido como Jungla Mágica, es un parque ubicado en la Colonia Chapultepec del estado de Morelos, Cuernavaca (México). Tiene una superficie aproximada de 12 hectáreas, cuenta un recorrido lineal de 1,5 kilómetros; en su interior habitan árboles de más de 250 años y entre sus atracciones principales destacan el planetario, la casa del terror, la casa de mi tío, el serpentario, la plaza El Pueblito, un mariposario, iguanaurio, entre otras.
Los principales temas que se tratan en este parque ecológico son una nueva cultura del agua y una nueva cultura ambiental, que ofrezcan con la difusión y la práctica, la teoría que tanto se ha manifestado.
En diciembre del 2011 re-abrió sus puertas.

## Historia
En el año de 1931 en el estado de Morelos abrió sus puertas un parque recreativo llamado "Chapultepec", que desde sus inicios ofreció a la comunidad áreas naturales de esparcimiento familiar. 
En 1961 el parque recibió una importante remodelación. Se hicieron canales de riego para los cultivos del sur de la ciudad. Se construyeron diversas instalaciones, de las cuales destacan el teatro Pirámide, la plaza "El Pueblito", el lago y algunos locales comerciales. Años más tarde se dio en concesión la explotación del parque, el cual abrió sus puertas como Jungla Mágica. Debido a la poca innovación que ofreció, el parque se deterioró y el proyecto finalizó años después.
En diciembre de 2001, el Gobierno del Estado de Morelos encomendó a la Comisión Estatal de Agua y Medio Ambiente (CEAMA), iniciar un nuevo proyecto, debido al grave deterioro en el que se encontraba la antigua Jungla Mágica.
Finalmente el nuevo parque, el Parque Ecológico Chapultepec, re-abrió sus puertas el 23 de noviembre de 2003.
Para el 2015, el parque comienza una época de transformación con la finalidad de recuperar su espíritu de Área Natural Protegida, por lo que se tomó la decisión de trasladar a los monos araña que habitaron en este sito hacia una UMA de Conservación en Veracruz.
Así mismo se comenzó con la extracción de especies exóticas como la trucha arcoíris y peces koi, que depredaban a las especies endémicas del sitio. También se comenzó con la instalación del mariposario, iguanario y centro de cactáceas.

## Atractivo natural
A tres kilómetros del centro de la ciudad, este Parque ocupa una superficie de 12.844 de hectáreas de flora y fauna característica del bosque de galería y en donde los paseantes pueden descubrir a lo largo de 1.5 kilómetros ahuehuetes con más de 250 años, así como escuchar el relajante recorrido del agua del manantial Chapultepec, cuyo afluente proviene de las recargas de los acuíferos subterráneos del Corredor Biológico Chichinautzin y que abastece del vital líquido a los campos de cultivo. En tiempos de lluvia alcanza un flujo de hasta 1, 800 litros por segundo y en secas 900 litros por segundo.

## Unidades de manejo para la conservación
A partir del año 2017, el Parque también cuenta con unidades de Manejo para la Conservación de la Naturaleza (UMA) de Mariposas, iguanas y cactáceas, donde la gente puede conocer de manera directa sobre estas especies.

## Flora y Fauna
Al ser un área natural protegida, este sitio es un santuario para especies endémicas de Morelos como el Cangrejito barranqueño (Pseudothelphusa dugesi) y la Carpita de Morelos (Notropis boucardi) catalogadas dentro de NOM-059-SEMARNAT-2010.
Entre las aves que se pueden observar se encuentran el pájaro relojo Momotus mexicanus, el Carpintero enmascarado (Melanerpes chrysogenys) y el Luis bienteveo (Pitangus sulphuratus); en los reptiles se encuentran el chintete (Sceloporus horridus horridus), la Iguana negra (Ctenosaura pectinata) con estatus de Amenazada según la Nom-059-semarnat-2010 y en el grupo de mamíferos se encuentra el Tlacuache (Didelphis virginiana), el cacomixtle (Bassariscus astutus), la ardilla (Otospermophilus variegatus) y diferentes especies de murciélagos.
La flora es característica de las barrancas de Morelos, por lo que se pueden apreciar Ahuehuetes (Taxodium mucrunatum), Amate prieto (Ficus continifolia), Amate amarillo (Ficus petiolaris), Fresno (Fraxinus uhdei), Clavellino (Pseudobombax ellipticum) y Pochote (Ceiba aesculifolia), entre otros.

## Espacios culturales
El parque también cuenta con espacios culturales como el Museo Ambiental, la Galería "La Barranca" y el Centro Cultural "El Amate", que ha recibido importantes muestras como "Darwin", "Tesla, El futuro me pertenece" o "La Vuelta a la Bici".

## Mercado Verde
El Parque es la sede del proyecto "Mercado Verde" el cual se instala en la explanada principal el tercer domingo del mes, en donde más de 100 productores ofertan artículos 
seis categorías: productos orgánicos y agroecológicos, soluciones ecológicas, productos locales, terapias alternativas,arte con reciclaje y diseño local, y alimentos de consumo inmediato.